# Archanara laeta
Archanara laeta là một loài bướm đêm trong họ Noctuidae.